# Ellenserdammer Tief

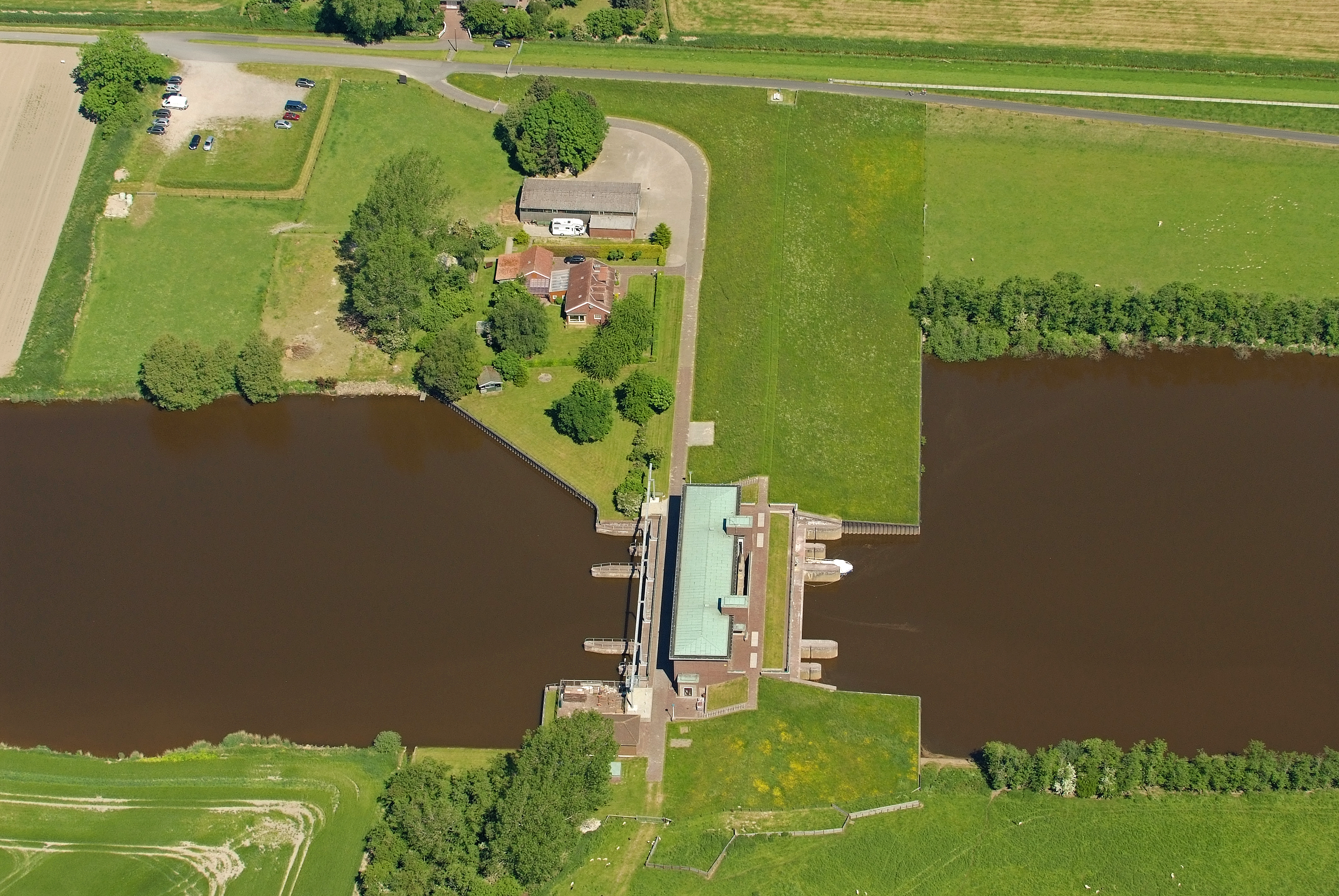
Das Schöpfwerk Petershörn: Links das Ellenserdammer Tief, rechts das Dangaster Tief

Das Ellenserdammer Tief ist ein Gewässer im Landkreis Friesland, im Nordwesten Niedersachsens.
Das Tief entsteht durch den Zusammenfluss des Friedeburger Tiefs und des Neustädter Tiefs, etwa 2,7 km südöstlich von Neustadtgödens. Es verläuft zunächst in südöstliche Richtung, unterquert die A 29, die L 815, die Bahnstrecke Oldenburg–Wilhelmshaven und bei Ellenserdammersiel die Grodenstraße. Danach nimmt das Tief einen geschwungenen östlichen Verlauf, der zwischen 1993 und 2001 durch den Abbau von Klei geschaffen wurde. Die dadurch entstandenen Baggerseen gehörten ab 2011 zum Landschaftsschutzgebiet „Marschen am Jadebusen–West“. Seit Februar 2019 liegen das Ellenserdammer Tief und die Baggerseen im Landschaftsschutzgebiet „Teichfledermausgewässer“, das zur Sicherung des FFH-Gebietes „Teichfledermaus-Habitate im Raum Wilhelmshaven“ ausgewiesen wurde.
Nach einer Länge von 7 km mündet das Ellenserdammer Tief beim Schöpfwerk Petershörn in das Dangaster Tief.